# Levroux
Levroux este o comună nouă franceză, situată în departamentul Indre, în regiunea Centre-Val de Loire, creată la 1 ianuarie 2016.
Este rezultatul fuziunii a două comune: fosta comună Levroux și Saint-Martin-de-Lamps.
La 1 ianuarie 2019, Saint-Pierre-de-Lamps s-a integrat în comuna nouă Levroux.

## Geografie
Comuna este situată în nordul departamentului Indre.
Comunele limitrofe sunt: Moulins-sur-Céphons (6 km), Bretagne (6 km), Francillon (6 km), Bouges-le-Château (8 km), Villegongis (8 km), Brion (9 km), Vineuil (9 km), Sougé (10 km), Frédille (11 km), Gehée (11 km) și Argy (14 km).
Serviciile prefectorale sunt situate la Châteauroux (20 km), Issoudun (29 km), La Châtre (52 km) și Le Blanc (57 km).

### Hidrografie
Teritoriul comunei deține izvoarele râurilor: Céphons, Lamps și Trégonce.

### Clima
În 2010, clima comunei este de tip oceanic degradat al câmpiilor din Centru și Nord, conform unui studiu al Centrului Național de Cercetare Științifică bazat pe o serie de date care acoperă perioada 1971-2000. În 2020, Météo-France publică o tipologie a climei din Franța metropolitană, în care comuna este expusă unui climat oceanic alterat și se află în regiunea climatică Centru și contraforturile nordice ale Masivului Central, caracterizată prin aer uscat vara și o bună însorire.
Pentru perioada 1971-2000, temperatura medie anuală este de 11,4 °C, cu o amplitudine termică anuală de 15,2 °C. Cantitatea medie anuală de precipitații este de 751 mm, cu 11,7 zile de precipitații în ianuarie și 6,8 zile în iulie. Pentru perioada 1991-2020, temperatura medie anuală observată la stația meteorologică din comună, este de 11,8 °C, iar cantitatea medie anuală de precipitații este de 737,9 mm. Pentru viitor, parametrii climatici estimati pentru comună pentru anul 2050, conform diferitelor scenarii de emisii de gaze cu efect de seră, pot fi consultati pe un site dedicat publicat de Météo-France în noiembrie 2022.

### Peisaje
Este situată în regiunile naturale Champagne berrichonne și Boischaut Nord.

## Urbanism

### Tipologie
La 1 ianuarie 2024, Levroux este clasificată ca târg rural, conform noii grile comunale de densitate în șapte niveluri definită de INSEE (Institutul Național de Statistică și Studii Economice) în 2022. Aceasta aparține unității urbane Levroux, o unitate urbană monocomunală care constituie un oraș izolat. De asemenea, comuna face parte din zona metropolitană a orașului Châteauroux, din care este o comună din zona de influență. Această zonă, care cuprinde 71 de comune, este clasificată în zonele de 50.000 până la mai puțin de 200.000 de locuitori.

### Căi de comunicație și transporturi

#### Căi de comunicație
Teritoriul comunei este deservit de drumurile departamentale: 2, 7, 8, 23, 28, 99, 926 și 956.

#### Transporturi
Cea mai apropiată gară este gara din Châteauroux, la 20 km.
Cel mai apropiat aeroport este Aeroportul Châteauroux-Centre "Marcel Dassault", la 18 km.

### Riscuri naturale și tehnologice
Comuna este clasificată în zona de seismicitate 2, corespunzătoare unei seismicități scăzute.

### Riscuri majore
Teritoriul comunei Levroux este vulnerabil la diferite pericole naturale: fenomene meteorologice (furtuni, ninsoare, frig extrem, caniculă sau secetă), incendii de pădure, alunecări de teren și seisme (seismicitate scăzută). De asemenea, este expus la un risc tehnologic, transportul de materiale periculoase. Un site publicat de BRGM permite evaluarea simplă și rapidă a riscurilor unei proprietăți localizate fie prin adresa sa, fie prin numărul parcelei.

#### Riscuri naturale
Pentru a anticipa o creștere a riscurilor de incendii de pădure și de vegetație spre nordul Franței, în contextul schimbărilor climatice, serviciile statului din regiunea Centre-Val de Loire (DREAL, DRAAF, DDT), împreună cu SDIS, au realizat în 2021 un atlas regional al riscului de incendii de pădure, permițând o mai bună înțelegere a masivelor cele mai expuse. Comuna, fiind parțial situată în masivele Frédille și Baudres, este clasificată la nivelul de risc 4, pe o scară care cuprinde patru nivele (1 fiind nivelul maxim).
Mișcările de teren susceptibile de a se produce în comună sunt tasările diferențiale.
Retragerea-umflarea solurilor argiloase poate provoca daune semnificative clădirilor în cazul alternării perioadelor de secetă și ploaie. 65,1 % din suprafața comunei se află în pericol mediu sau ridicat (84,7 % la nivel departamental și 48,5 % la nivel național). Din cele 1.581 de clădiri înregistrate în comună în 2019, 1.334 se află în pericol mediu sau ridicat, adică 84 %, comparativ cu 86 % la nivel departamental și 54 % la nivel național. O cartografiere a expunerii teritoriului național la retragerea-umflarea solurilor argiloase este disponibilă pe site-ul BRGM.
În ceea ce privește mișcările de teren, comuna a fost recunoscută în stare de catastrofă naturală pentru daunele cauzate de secetă în anii 1989, 1991, 1992, 1995, 1997, 2002, 2011, 2018 și 2019 și de mișcări de teren în 1999.

#### Riscuri tehnologice
Riscul transportului de materiale periculoase în comună este legat de traversarea acesteia de infrastructuri rutiere sau feroviare importante sau de prezența unei conducte de transport de hidrocarburi. Un accident care s-ar produce pe astfel de infrastructuri poate avea efecte grave asupra construcțiilor sau persoanelor pe o rază de până la 350 m, în funcție de natura materialului transportat. Pot fi recomandate măsuri de urbanism în consecință.

## Istorie

### Antichitate
Sit-ul a fost excavat începând din 1968 sub conducerea lui Olivier Buchsenschutz.
Încă de la începutul perioadei La Tène C2, satul, situat în actualul cartier al Arenelor, este dens populat. Este o așezare de câmpie, un tip de habitat care se dezvoltă în Europa în timpul secolului al II-lea î.Hr. În perioada La Tène D1, satul este abandonat în favoarea unui oppidum situat la 1.500 m nord, pe colina Tours; însă este repopulat în perioada gallo-romană. Perioadele La Tène medie și finală au furnizat peste 200.000 de resturi osoase - o cantitate excepțională pentru această perioadă în întreaga Galia celtică. În același timp, creșterea animalelor, care joacă un rol important, arată o evoluție marcată de selecție (dimensiuni mai mari, tipuri morfologice, alegerea speciilor). Creșterea animalelor include porci, vite, caprine, câini (care erau, de asemenea, consumați, iar pieile utilizate) și cai. Satul celtic cuprinde 1.600 de structuri, din care au rămas în principal doar gropile săpate în calcar și peste 500.000 de piese de mobilier (ceramică, obiecte metalice și din sticlă, deșeuri metalurgice, împletituri, podoabe, oase, monede etc.).

### Perioada gallo-romană
Douăzeci de situri din perioada gallo-romană au fost descoperite. Acestea includ o necropolă, satul Arenelor, un teatru gallo-roman și un drum roman.

## Demografie
Evoluția numărului de locuitori este cunoscută prin recensămintele populației efectuate în comună de la înființarea sa.
| An        | 2016 | 2017 | 2018 | 2019 | 2020 | 2021 |
| --------- | ---- | ---- | ---- | ---- | ---- | ---- |
| Populație | 2904 | 2947 | 2931 | 2923 | 2883 | 2842 |

## Cultura și patrimoniul local

### Locuri si monumente

#### Colegiul Saint-Sylvain
Datând din secolul al XIII-lea, aici se poate vedea unul dintre cele mai vechi cutii de orgă din Franța, adăpostind un instrument modern, dar de compoziție și stil din secolul al XVII-lea, realizat de Jean-Loup Boisseau. Monument istoric, clasificat în 1840.

#### Monumentul Eroilor
Datând din 1922, reprezintă o figură de soldat (poilu) neînarmat, cu capul sprijinit pe palmă și privirea îndreptată spre sol, într-o atitudine care exprimă o gamă întreagă de sentimente pline de gravitate. Sculptorul Ernest Nivet, originar din Levroux, s-a inspirat aici din Gânditorul lui Auguste Rodin.

#### Porte de Champagne
Datând din perioada 1435-1506, se află aproape de colegiul Saint-Sylvain, iar ruinele turnurilor din Levroux, care se înalță deasupra orașului încă din Evul Mediu, amintesc de amprenta feudală a orașului. Monument istoric, clasificat din 1944.

#### Le Berger allongé
Ernest Nivet (1871-1948), elev al lui Auguste Rodin, sculptează în 1930 o versiune monumentală în piatră a lucrării sale Le Berger allongé, numit și Berger couché sur le ventre din 1906, oferit orașului Levroux de către maestrul Bouillon și transferat în piața Primăriei în 1994. Monument istoric, înscris în 2017.

#### Turnuri
Vestigiu al vechiului castel, monument istoric înscris în 1927.

#### Casa de lemn
Casă cu structură din lemn, datând din secolul al XV-lea, monument istoric înscris în 1922. Pelerinii obișnuiau să facă aici o oprire.

#### Altele
- Fântâna Sainte-Rodène.
- Fosta abație Saint-Pierre du Landais.

### Patrimoniu cultural

#### Muzeul pielii și pergamentului
Acesta prezintă diferitele etape ale producției (selecția pieilor de capră, ied, miel, care sunt apoi cufundate într-o baie de var și uscate în interiorul unui cerc de lemn) și expune modele care prezintă pergamentul.

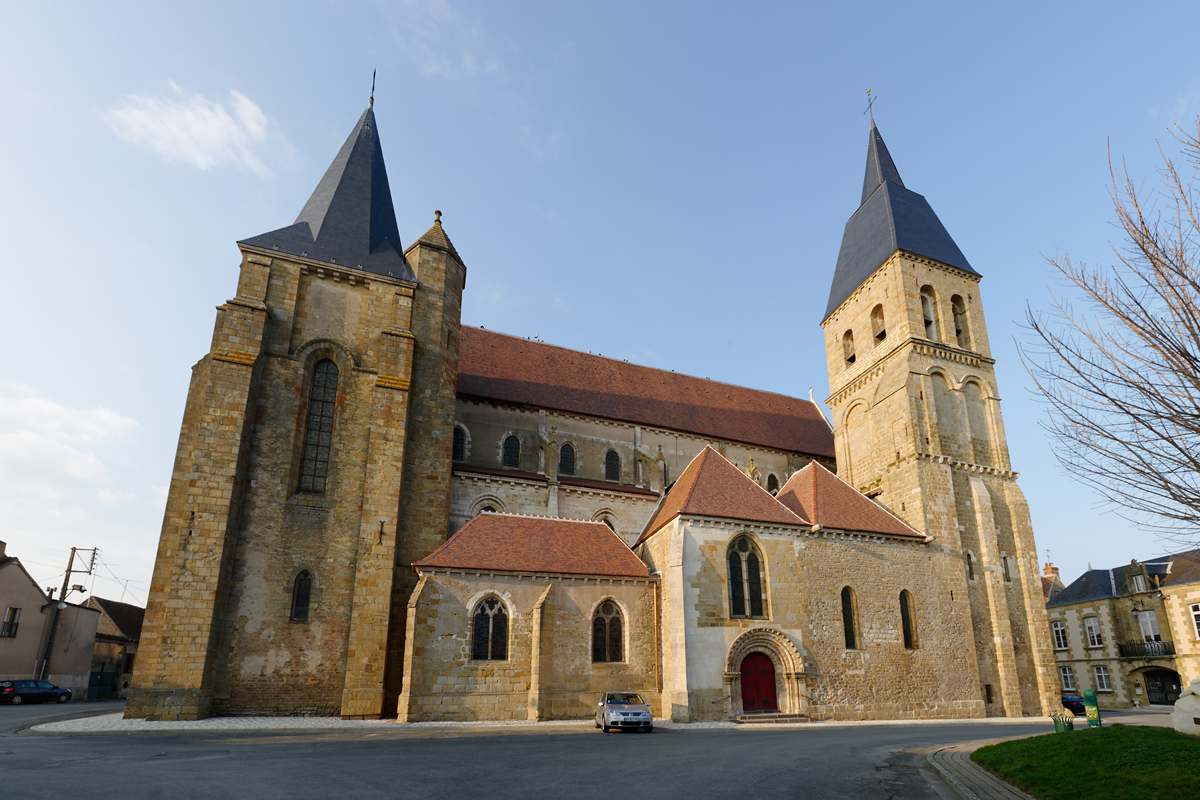
Colegiul Saint-Sylvain în 2012.
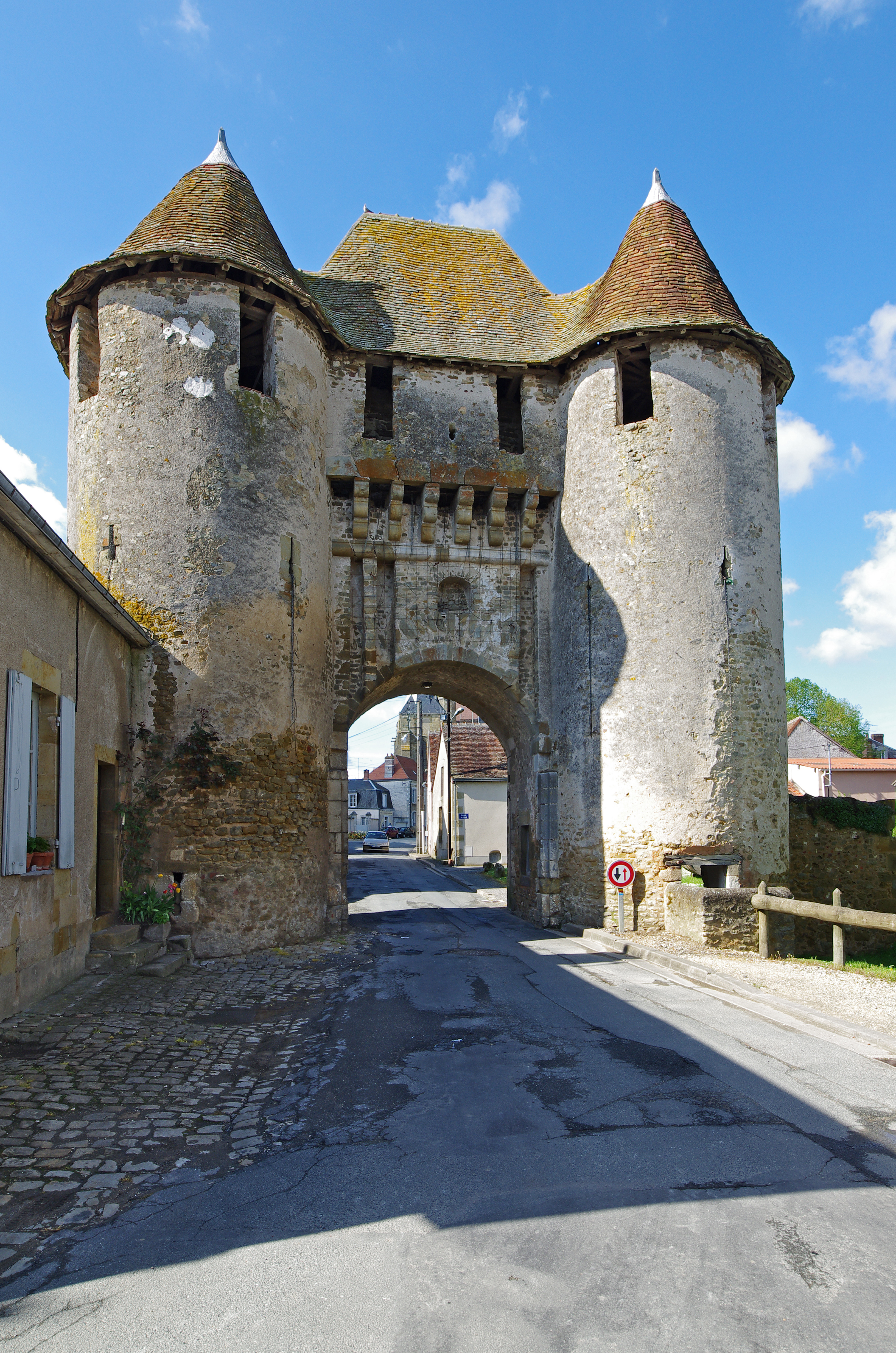
Porte de Champagne în 2013.
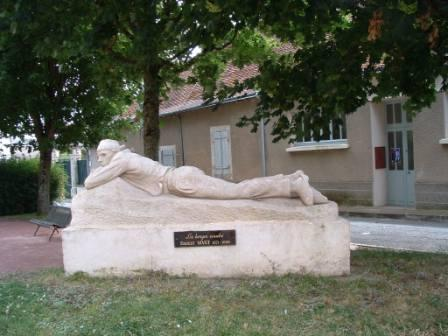
Ernest Nivet, Le Berger allongé (1930).
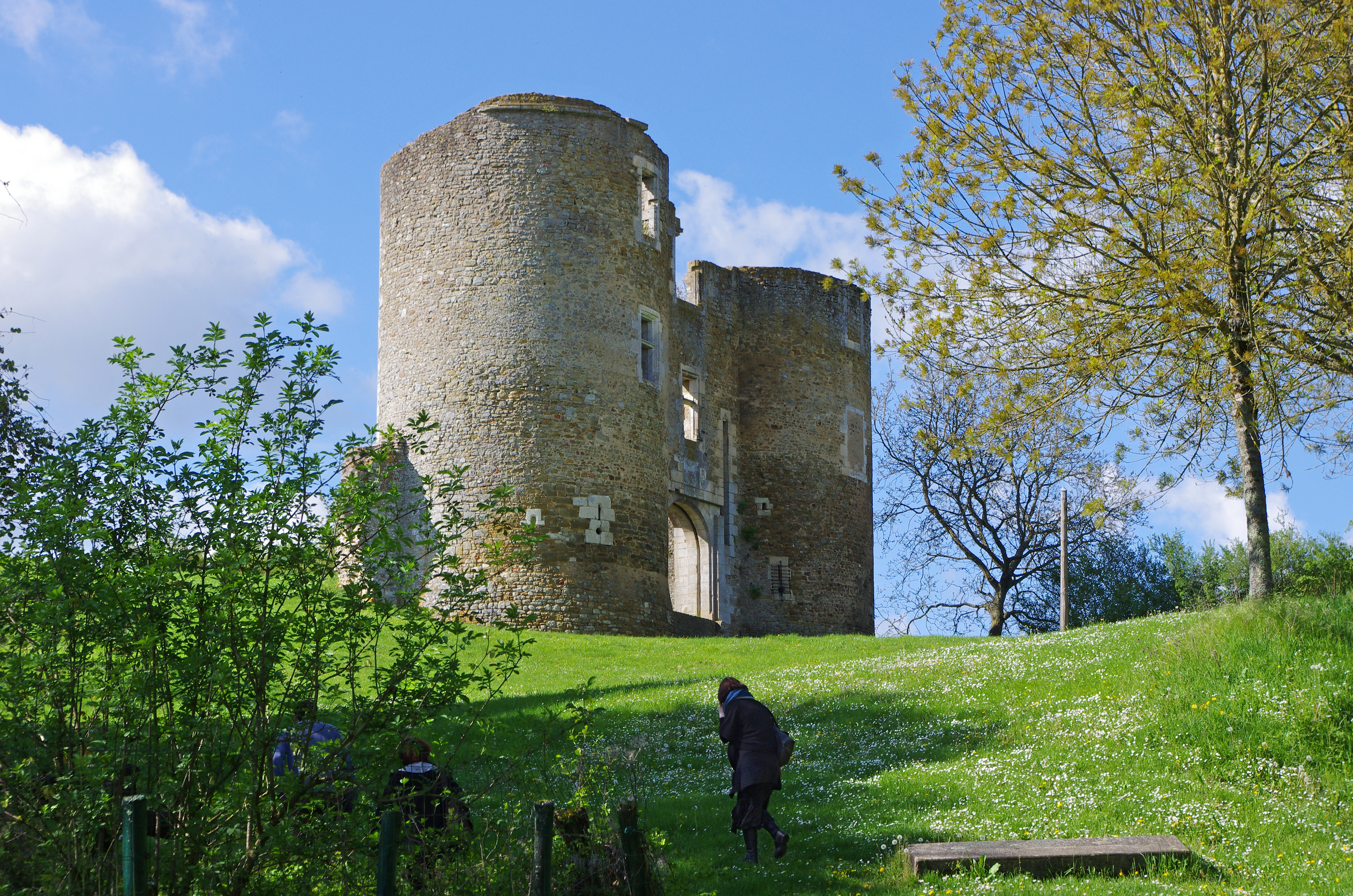
Turnurile în 2013.
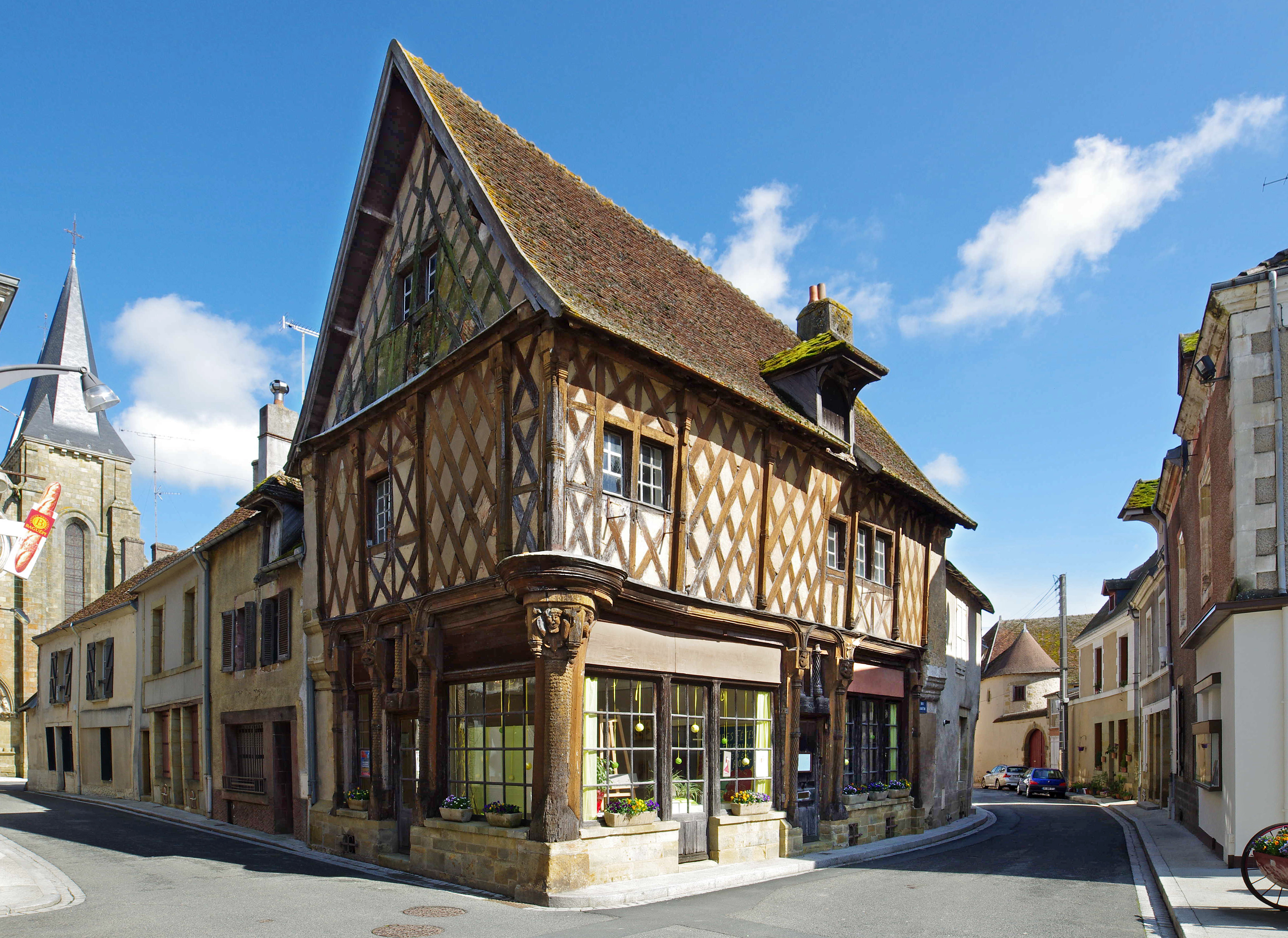
Casa de lemn în 2010.

### Personalități
- Michel Nastorg (1914-1984), actor francez, născut la Saint-Martin-de-Lamps.
- Christine Boutin (1944-), politiciană franceză, născută la Levroux.